# Kurt R. Eissler
Kurt Robert Eissler (* 2. Juli 1908 in Wien, Österreich-Ungarn; † 17. Februar 1999 in New York City) war ein US-amerikanischer Psychoanalytiker österreichischer Herkunft. 1936 heiratete er Ruth Selke, die nach der Eheschließung den Doppelnamen Eissler-Selke (1906–1989) annahm. Sie war Psychiaterin und Psychoanalytikerin und 1933 nach der Machtübernahme der Nationalsozialisten von Deutschland nach Wien emigriert.
Im deutschsprachigen Raum ist Eissler einem größeren Publikum vor allem durch seine große Studie über Goethe bekannt geworden, in den USA wurde er einer breiteren Öffentlichkeit als strenger Hüter des von ihm mitbegründeten Sigmund-Freud-Archivs bekannt, in Analytikerkreisen erinnert man sich an einen Aufsatz von ihm zur Technik der Psychoanalyse (Eissler 1953), der geradezu kanonischen Status erlangte, indem er die technischen Konsequenzen aus der Ich-Psychologie zog. Neben seiner klinischen Arbeit war Eissler auch ein bedeutender Historiker der Psychoanalyse. Oft vor allem als Verteidiger der Orthodoxie wahrgenommen, war Eissler auch ein früher Kritiker der Medikalisierung der Psychoanalyse.

## Leben
Über Eisslers Leben sind nur wenige Details bekannt. Eissler schloss sein Studium der Psychologie mit einer Dissertation über das Tiefensehen bei Karl Bühler 1931 an der Universität Wien ab. 1936 heiratete er Ruth Selke. Psychoanalytisch wurde Eissler von August Aichhorn, Paul Federn und Richard Sterba ausgebildet. Eissler wurde zum Mitarbeiter Aichhorns bei der Arbeit mit verwahrlosten Jugendlichen und fing an, als Psychoanalytiker zu publizieren. 1938 wurde er Mitglied der Wiener Psychoanalytischen Vereinigung.
Nach der Annexion Österreichs floh Eissler gemeinsam mit seiner Frau in die USA, sein Bruder Erich wurde in Auschwitz ermordet. Eissler arbeitete zunächst in Chicago, 1943 meldete er sich freiwillig zur US-Armee, war im US Army Medical Corps tätig und qualifizierte sich 1944 zum Psychiater. Nach dem Krieg ließ er sich in New York nieder. 1949 wurde er Mitglied der New York Psychoanalytic Society und arbeitete als Lehranalytiker und Kontrollanalytiker.
1951 gründete Eissler zusammen mit Ernst Kris, Heinz Hartmann, Bertram Lewin und Hermann Nunberg die New Yorker Sigmund Freud Archives, deren Sekretär er bis 1985 war. Dieses Archiv enthält u. a. Tausende Stunden Interviews mit Personen, die Freud kannten. In enger Abstimmung mit Anna Freud sorgte Eissler dafür, dass viele Dokumente lange Zeit unter Verschluss gehalten wurden, was nicht zuletzt dem Schutz ehemaliger Patienten dienen sollte. Eisslers Diskretion wurde jedoch von manchen Kritikern als Versuch der Verheimlichung möglicherweise für die Reputation Freuds bzw. der Psychoanalyse nachteiliger Informationen gedeutet. In diesem Zusammenhang kam es zur Kontroverse mit Jeffrey Masson über Freuds so genannte Verführungstheorie. Eissler hat diesem Thema sein letztes postum erschienenes Buch gewidmet. Auch gegen andere Veröffentlichungen, die Freud aus Eisslers Sicht unkorrekt kritisierten, erhob er Widerspruch (Vgl. das Buch über Tausk gegen Paul Roazen, Eissler 1971).
Eissler verehrte Sigmund Freud.
Ruth Eissler-Selke, die in den USA als Kinderpsychiaterin und Lehranalytikerin gearbeitet hatte, starb 1989, so dass Eissler keine Angehörigen hinterließ, als er 1999 starb.

## Veröffentlichungen (Auswahl)
- On 'The Attitude of Neurologists, Psychiatrists and Psychologists Towards Psychoanalysis', in: The Psychoanalytic Quarterly Vol. X April 1941 No. 2, S. 297–319.[4]
- The psychiatrist and the dying patient, New York: International Universities Press, 1955, dt. Der sterbende Patient. Zur Psychologie des Todes, Stuttgart/Bad Cannstatt: Frommann-Holzboog, 1978
- Goethe: A psychoanalytic study 1775–1786, Detroit: Wayne State University Press, 1963, dt. Goethe. Eine psychoanalytische Studie 1775–1786, Basel/Frankfurt am Main: Stroemfeld/Roter Stern, Band 1: 1983, Band 2: 1985
- Medical orthodoxy and the future of psychoanalysis, New York: International Universities Press, 1965
- Talent and genius: The fictitious case of Tausk contra Freud, New York: Quadrangle Books, 1971
- Freud und Wagner-Jauregg vor der Kommission zur Erhebung militärischer Pflichtverletzungen, Wien: Löcker, 1979, Neuausgabe 2006
- Psychologische Aspekte des Briefwechsels zwischen Freud und Jung, Stuttgart/Bad Cannstatt: Frommann-Holzboog, 1982
- Victor Tausk's Suicide, International Universities Press (März 1983), ISBN 0-8236-6735-9 (10), ISBN 978-0-8236-6735-2 (13)
- Leonardo da Vinci, dt. Leonardo da Vinci: psychoanalytische Notizen zu einem Rätsel, Basel/Frankfurt am Main: Stroemfeld/Roter Stern, 1992
- Fall of man, dt. Todestrieb, Ambivalenz, Narzissmus, Frankfurt am Main: Fischer-Taschenbuch-Verlag, 1992
- Three Instances of Injustice, Madison: Int. Univ. Press. 1993
- Freud and the seduction theory: A brief love affair, New York: International Universities Press, 2001 (posthum erschienen)
- Bleibende Relevanz: Beiträge zu Theorie und Technik, Frankfurt am Main: Brandes & Apsel, 2016

Daneben veröffentlichte Eissler noch unzählige Aufsätze.

## Todestrieb, Ambivalenz, Narzißmus
In der 1992 auf Deutsch erschienenen Schrift Todestrieb, Ambivalenz, Narzißmus zeichnet Eissler ein düsteres Bild von der Zukunft des Menschen. Anders als bei den Tieren, werde bei dem Menschen „seine Aggression nicht von der Selbsterhaltung gesteuert, sondern von Narzißmus und Ambivalenz“. Die Folgen seien, dass der Mensch auch gegenüber Objekten, die er liebe, seine Aggression abführe und dass er im Hinblick auf seine Aggression nie zu sättigen sei. An die Stelle der evolutionären Mechanismen Mutation und Selektion habe der Mensch seine kulturelle Entwicklung und die Erfindung von Maschinen und Technologien gestellt. Seine Instinkte seien degeneriert, weil der Mensch die instinktive Fähigkeit zur Bedürfnisbefriedigung verloren habe:
„Die Antinomien werfen ein grelles Licht auf eine Grundschwäche des Ichs. Ebenso wie bei der Umwandlung der Instinkte in Triebe, gewinnt man hier den Eindruck, daß der Mensch der Fesseln an die Natur vorzeitig entledigt wurde, noch ehe er eine Stufe der Evolution erreicht hatte, auf der es für ihn möglich wäre, die Probleme seiner Existenz zu lösen und sein Verhalten entsprechend zu gestalten: der Mensch ist als Spezies zum Scheitern verurteilt.“
Eissler verteidigt in seiner Schrift Freuds umstrittenes Konzept des Todestriebs. Eissler sieht die Selbsterhaltungstriebe im Dienste des Todestriebs stehend, denn die Selbsterhaltungstriebe verhindern nicht den physiologischen Tod, sondern sorgen nur dafür, dass jeder Mensch auf seine eigene Weise – und möglichst nicht vorzeitig – sterben kann:
„Wenn man maximale Strukturierung als Ziel des Todestriebs gelten lässt, dann sind die Selbsterhaltungstriebe die 'Schergen des Todes', wenn auch nur des physiologischen.“

## Sekundärliteratur
- Eissler, Kurt. In: Lexikon deutsch-jüdischer Autoren. Band 6: Dore–Fein. Hrsg. vom Archiv Bibliographia Judaica. Saur, München 1998, ISBN 3-598-22686-1, S. 237–250.
- Artikel „Eissler, Kurt R.“ In: Personenlexikon der Psychotherapie, hrsg. von Gerhard Stumm, Alfred Pritz, und Paul Gumhalter, Springer: Wien, 2005, S. 112–114.
- Luzifer-Amor, Heft 40, „Kurt R. Eissler“, Tübingen: edition diskord, 2007; Heft 43, „Kurt R. Eissler II – Werk und Wirkung“, 2009.
- Aaron H. Esman: „Kurt R. Eissler (1908–1999)“. In: International Journal of Psycho-Analysis, 2000, 81: 361–362 (Nachruf).
- E.E. Garcia: „K.R. Eissler. Eine persönliche Anmerkung, Jahrbuch der Psychoanalyse“ Bd. 42 (2000), S. 9–12.
- Sandor Gifford: “Freud and the seduction theory: A brief love affair. By Kurt R. Eissler. New York: International Universities Press. Pp. 520, 2001”, International Journal of Psycho-Analysis, 2003, 84: 187–192 (Rezension).
- Edith Kurzweil: “Für Kurt R. Eissler”. In: Psyche, 43. Jhrg., 1989, S. 1059–1070.
- Hans-Martin Lohmann: „Wie harmlos dürfen Psychoanalytiker sein? Notizen zur verdrängten Thanatologie“, in: ders. (Hrsg.): Das Unbehagen in der Psychoanalyse. Eine Streitschrift, Neuauflage Giessen: Psychosozial-Verlag 1997 [EA 1983], S. 50–59 (Lohmann nennt Eissler als einen der wenigen Analytiker, die sich der Tabuisierung der Freudschen Todestriebhypothese in der Mainstream-Psychoanalyse widersetzt haben).
- Janet Malcolm: In the Freud Archives, New York Review Books Classics, 2002 (EA 1984), dt. Vater, lieber Vater …: aus d. Sigmund-Freud-Archiv, Frankfurt am Main/Berlin: Ullstein, 1986 – intimes Porträt der Persönlichkeit.
- Janet Malcolm: The Lives They Lived: Kurt Eissler, b. 1908, Keeper of Freud's Secrets, The New York Times, Magazine, January 2, 2000 (Nachruf).
- Paul Roazen: On the Freud Watch, London: Free Association Books, 2003.
- R.S. Wallerstein: Entwicklung und moderne Transformation der (amerikanischen) Ich-Psychologie. In: Psyche. Zeitschrift für Psychoanalyse und ihre Anwendungen, 55. Jhrg., 2001, S. 650–684.

## Nachweise
1. ↑  Angaben über Ruth Eissler-Selke (1906-1989) im Biographischen Lexikon Psychoanalytikerinnen in Europa
2. ↑  Kurt R. Eissler: Goethe. Eine psychoanalytische Studie 1775–1786. Hrsg. v. Rüdiger Scholz, in Verb. mit Wolfram Mauser und Johannes Cremerius. Aus dem Amerikanischen von Peter Fischer (Bd. 1) und Rüdiger Scholz (Bd. 2). Stroemfeld Verlag, Frankfurt a. M. 1986, ISBN 3-87877-195-9
3. ↑  Kurt R. Eissler: The effect of the structure of the ego on psychoanalytic technique (1953) / engl. Text von der ital. Seite PSYCHOMEDIA
4. ↑  Kurt R. Eissler: On 'The Attitude of Neurologists, Psychiatrists and Psychologists Towards Psychoanalysis. In: The Collection Of The International Psychoanalytical University Berlin. International Psychoanalytical University Berlin, abgerufen am 31. Juli 2022.
5. ↑  Kurt R. Eissler: Todestrieb, Ambivalenz, Narzißmus. Fischer Taschenbuch Verlag, Frankfurt am Main 1992, ISBN 3-596-10568-4, S. 38.
6. ↑  Kurt R. Eissler: Todestrieb, Ambivalenz, Narzißmus. Fischer Taschenbuch Verlag, Frankfurt am Main 1992, ISBN 3-596-10568-4, S. 125.
7. ↑  Kurt R. Eissler: Todestrieb, Ambivalenz, Narzißmus. Fischer Taschenbuch Verlag, Frankfurt am Main 1992, ISBN 3-596-10568-4, S. 45.